# Djémila
Djémila (of Cuicul) is een plaats in Algerije gelegen op 900 meter boven zeeniveau, op een bergrug tussen twee wadi's. De stad is een goed voorbeeld van de Romeinse planning van steden, aangepast op een bergachtig gebied.
Tegenwoordig zijn het forum (Romeinse Rijk), de tempel, de christelijke basilieken, de triomfboog en privéhuizen bewaard gebleven. De stad wordt beschouwd als een voorbeeld van Romeinse stadsplanning, aangepast aan het bergachtige terrein. Er waren thermale baden, een kapitool en een theater. De tempel, gewijd aan keizer Septimius Severus (193-211) en zijn vrouw Julia Domna, is goed bewaard.

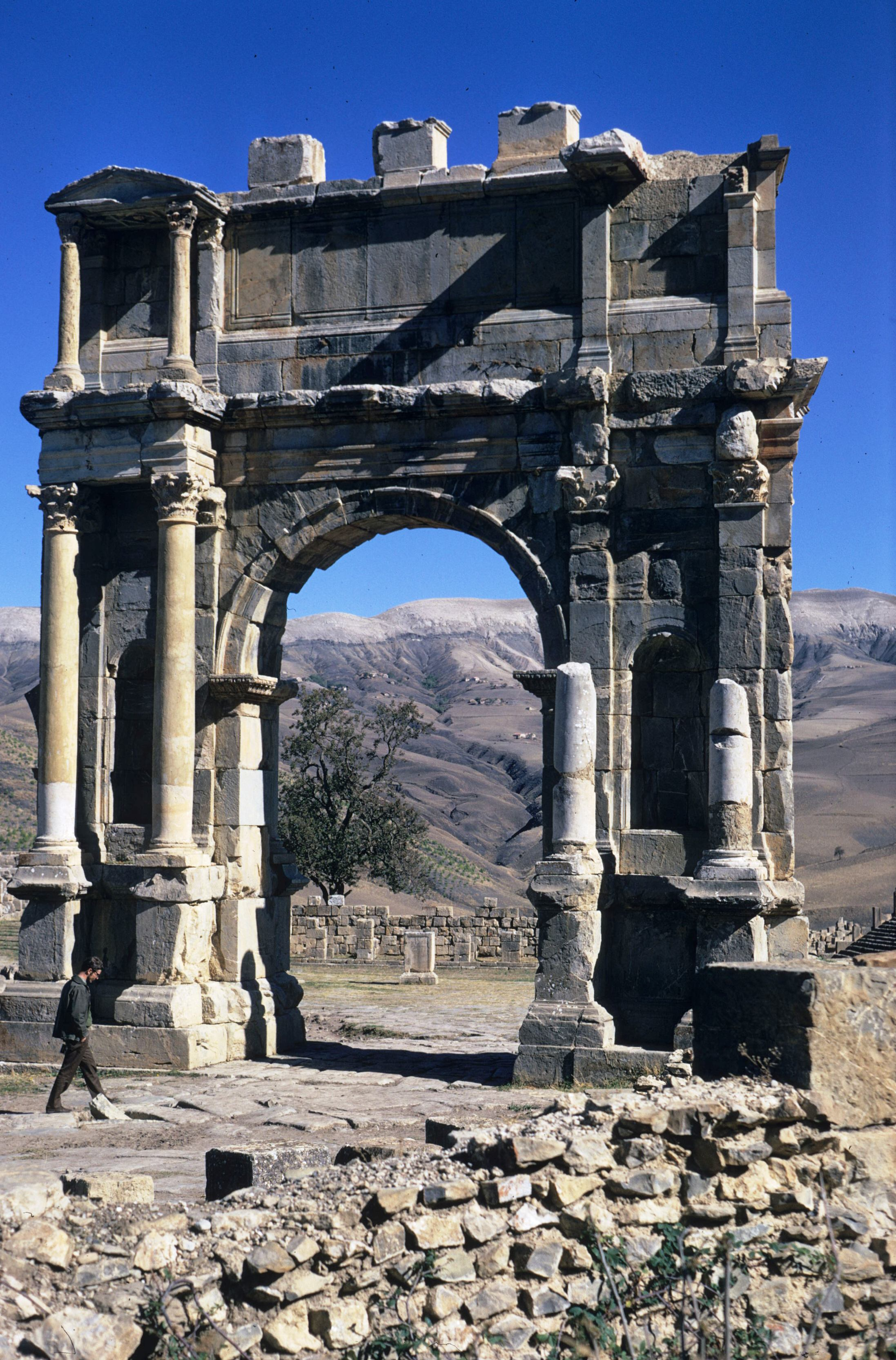
Triomfboog

Djémila, oorspronkelijk Cuicul genaamd, werd gesticht in de eerste eeuw na Christus. De stad werd oorspronkelijk bevolkt door voormalige soldaten uit het derde legioen van Augustus en groeide uit tot een belangrijk regionaal economisch centrum. De stad dankte haar rijkdom aan de landbouw (in de vorm van koren, olijfbomen en boerderijen), aangezien Algerije, vanwege het vochtigere klimaat, werd beschouwd als de "graanschuur" van Rome.
In de vijfde en zesde eeuw, na de val van het Romeinse Rijk, werd de stad verlaten. De Moslims bezetten het gebied, maar namen de stad niet meer in bezit. Zij hernoemden de stad Djémila, hetgeen ‘prachtige’ betekent in het Arabisch. De Romeinse ruïnes zijn uitzonderlijk goed bewaard gebleven. De ruïnes zijn gecentreerd rond het forum van de Harsh, een groot vierkant plein, waar een triomfboog toegang tot geeft.
De stad staat sinds 1982 op de Werelderfgoedlijst van UNESCO, vanwege zijn forum, tempels, basilieken, triomfbogen en huizen van historische waarde.